# Cattleya araguaiensis
Cattleyla araguaiensis é uma espécie epífita, de crescimento simpodial, pertencente à família das orquídeas (Orchidaceae), endêmica do Brasil, nas matas próximas às margens do Rio Araguaia, em Tocantins e Goiás..

## Etimologia
Seu nome é uma referência ao local onde foi encontrada pela primeira vez.

## Publicação e sinônimos
- Cattleya araguaiensis Pabst

Sinônimos homotípicos:
- Cattleyella araguaiensis (Pabst) van den Berg & M.W.Chase.
- ×Brassocattleya araguaiensis (Pabst) H.G.Jones
- Schluckebieria araguaiensis (Pabst) Braem

Sinônimos heretotípicos:
- Cattleyella araguaiensis f. alba (L.C.Menezes) van den Berg & M.W.Chase
- Cattleya araguaiensis f. alba (L.C.Menezes) E.A.Christenson
- Cattleya araguaiensis var. alba L.C.Menezes (Basionimo)

## Histórico
Originalmente descrita por Guido Pabst como Cattleya araguaiensis. Em 2003, o gênero Cattleyella foi proposto, por Cássio van den Berg & Mark W. Chase para acomodá-la. A Cattleyella araguaiensis é a espécie-tipo deste gênero. Hoje encontra-se novamente classificada no gênero Cattleya.

## Descrição
Caracteriza-se por seus pseudobulbos cilíndricos, unifoliados, finos e folhas rígidas, carnosas, oblongas, com ápice mais ou menos agudo, que conferem à planta uma aparência extremamente parecida com a de Acianthera saurocephala. A inflorescência é apical comumente uniflora, ocasionalmente, quando bem cultivada, com mais flores. As flores são estreladas, com sépalas estreitas, lanceoladas, as laterais assimétricas. Pétalas um pouco mais curtas e ainda mais estreitas que as sépalas, também lanceoladas, um pouco recurvadas. Labelo amplo, levemente trilobado, com lobos laterais envolvendo completamente a coluna e central muito pequeno, um pouco dobrado para baixo. Tanto as sépalas quanto as pétalas são marrons, com ou sem máculas amareladas ou ocres e o labelo é branco com tubo amarelado e parte frontal púrpura que se dilui para a frente em tons mais claros ou acastanhados.